# Stenocorus griseopubens
Stenocorus griseopubens är en skalbaggsart som först beskrevs av Maurice Pic 1957.  Stenocorus griseopubens ingår i släktet Stenocorus och familjen långhorningar. Inga underarter finns listade i Catalogue of Life.